# Tvrdohlavá žena
Tvrdohlavá žena (celým názvem Tvrdohlavá žena a zamilovaný školní mládenec) je dramatická báchorka ve třech jednáních od Josefa Kajetána Tyla, napsaná kolem let 1846 až 1848. Zaznívá v ní reakce na politickou situaci vedoucí k revolucím roku 1848–1849, dochází k tomu prostřednictvím mnoha narážek. Hlavní hrdinkou je mlynářka Jahelková (titulní Tvrdohlavá žena), která nechce dát svou dceru školnímu mládenci. Obsahuje fantastické prvky (postava Zlatohlava, která bývá ztotožňována s Krakonošem) spolu s realistickým ztvárněním podkrkonošského venkova.